# Harry Ayres (Fußballspieler)
Harold „Harry“ Ayres (* 10. März 1920 in Redcar; † 5. März 2002 in Grays) war ein englischer Fußballspieler.

## Karriere
Ayres war bei South Bank East End, dem FC Stockton und Grays Athletic aktiv, bevor er in der Saison 1943/44 für Clapton Orient in den kriegsbedingten Ersatzwettbewerben 18-mal (1 Tor gegen den FC Arsenal) spielte. Im Juli 1945 wurde er vom FC Fulham verpflichtet und gab im März 1947 gegen Manchester City (2:2, ein Tor durch Ayres) sein Pflichtspieldebüt in der Second Division. Während er in der Reservemannschaft regelmäßig als Torschütze in Erscheinung trat, gelang es ihm nicht, diese Leistungen auch in der ersten Mannschaft abzurufen. Ayres blieb meist die Rolle des Ergänzungsspielers, in der Saison 1947/48 bestritt er neben 17 Ligaeinsätzen (2 Tore) auch fünf Partien im FA Cup, als nach Siegen über die Doncaster Rovers (2:0, ein Tor von Ayres), Bristol Rovers (5:2, zwei Tore von Ayres) und Erstligist FC Everton (1:0 im Wiederholungsspiel) das Erreichen des Viertelfinals gelang. Dort erwies sich letztlich der klassenhöhere FC Blackpool (0:2) als zu stark. In der Spielzeit 1948/49 stieg der FC Fulham als Zweitligameister erstmals in der Vereinsgeschichte in die First Division auf, Ayres hatte zu diesem Erfolg mit zwei Toren in neun Einsätzen als linker Halbstürmer beigetragen. In der folgenden Erstligaspielzeit fand er aber keine Berücksichtigung in Pflichtspielen.
Im Sommer 1950 wechselte Ayres gemeinsam mit seinen Mannschaftskameraden Albert Gage und Ron Lewin zum neu in die Third Division South aufgenommenen FC Gillingham. Bei Gillingham wurde er von Trainer Archie Clark auf die Position des linken Außenläufers zurückgezogen und besetzte die Position zwei Spielzeiten lang als Stammspieler. Nachdem er in der Spielzeit 1952/53 nur an den ersten Spieltagen zum Einsatz gekommen war, ließ sich Ayres, ebenso wie Mannschaftskamerad George Forrester, auf die Transferliste setzen. Ein Wechsel kam allerdings nicht zustande und in der folgenden Spielzeit gehörte Ayres auf der Mittelläuferposition nochmals zum Stammpersonal, als sich der Klub in der Abschlusstabelle erstmals von den unteren Rängen löste. Der bei den Gillingham-Fans äußerst populäre Ayres verließ den Klub 1955 nach 136 Liga- und 7 FA-Cup-Spielen und ließ seine Laufbahn im Non-League football beim FC Sittingbourne ausklingen.